# Rudolf-Heinz Ruffer
Albert Rudolf-Heinz Ruffer (7 de janeiro de 1920 - KIA, 16 de julho de 1944) foi um piloto alemão da Luftwaffe durante a Segunda Guerra Mundial. Voou 300 missões de combate, nas quais destruiu pelo aproximadamente 80 tanques soviéticos.